# Chlorophorus insidiosus
Chlorophorus insidiosus är en skalbaggsart som beskrevs av Holzschuh 1986. Chlorophorus insidiosus ingår i släktet Chlorophorus och familjen långhorningar.
Artens utbredningsområde är Nepal. Inga underarter finns listade i Catalogue of Life.